# James Ware
James Ware (26 novembre 1594 - 1er décembre 1666) est un historien irlandais.

## Jeunesse
Né à Castle Street, Dublin, James Ware est le fils aîné de James Ware et de Mary Bryden, fille d'Ambrose Bryden de Bury St Edmunds.
James Ware (le père) est né dans le Yorkshire, en Angleterre, le 26 novembre 1568 et arrive en Irlande en 1588 en tant que secrétaire du Lord adjoint d'Irlande, William FitzWilliam. Il est fait chevalier par le roi Jacques Ier, est élu député de Mallow en 1613, est auditeur du Trinity College de Dublin et occupe un poste relativement élevé au gouvernement en tant qu'auditeur général de l'Irlande jusqu'à sa mort le 14 mai 1632, et est remplacé par son fils. Un fils cadet Joseph est le doyen d'Elphin 1642–8. Une fille Martha épouse Sir William Piers et est la mère d'Henry Piers, 1er baronnet, qui partage les intérêts pour l'histoire de son oncle.
James Ware (l'historien) obtient un baccalauréat ès arts au Trinity College le 31 octobre 1611 et reçoit une éducation en latin et en grec. S'intéressant à l'histoire irlandaise, il commence à rassembler une très belle collection de manuscrits irlandais, et réalise des transcriptions à partir d'œuvres conservées dans d'autres collections dont celle de son ami proche James Ussher, évêque de Meath. En 1620, il épouse Elizabeth Newman, fille de John Newman, l'un des six clercs de la chancellerie irlandaise.
Au début des années 1620, il aide son père à rassembler les conclusions de la commission royale de 1622 qui donne une évaluation (accablante) de la situation en Irlande. Les compétences de recherche de Ware ne sont pas passées inaperçues. En plus de travailler comme apprenti pour son père, il attire également l'attention de Richard Boyle qui l'engage pour examiner l'histoire de sa famille, dans le cadre des ambitions dynastiques de Cork de rattacher les Boyles à certaines des familles établies en Irlande. Avec les encouragements d'Ussher, Ware retourne à Trinity pour poursuivre des études de troisième cycle et il obtient sa maîtrise en 1628.

## Vie politique (1629-40)
La première percée de Ware sur la scène politique a lieu en 1629 lorsqu'il est chargé par les lords juges Cork et Adam Loftus (1er vicomte Loftus) (en) d'assister le roi Charles Ier à Londres pour discuter de la crise financière à laquelle le gouvernement irlandais est confronté. Le succès de sa visite lui vaut d'être fait chevalier dans la cathédrale Christ Church de Dublin le 28 février 1630. Il hérite du poste de vérificateur général à la mort de son père en 1632.
À la suite de la nomination de Thomas Wentworth, 1er comte de Strafford en tant que lord adjoint d'Irlande, la fortune politique de Ware continue sur une courbe ascendante. Il est élu membre de la Chambre des communes irlandaise pour l'université de Dublin en 1634 grâce à l'approbation de Wentworth. Il accompagne le lord adjoint dans le Connacht dans le cadre des tentatives du gouvernement d'étendre sa politique concernant les plantations d'Irlande. Sa connaissance et sa propriété des manuscrits irlandais médiévaux sont essentiels à cet égard, où il apporte avec lui des annales irlandaises pour permettre à Wentworth de prouver les prétentions royales à débarquer dans le Connacht. En 1638, il obtient, avec Philip Perceval, le monopole de l'octroi de licences pour la vente de bière et de brandy un accord lucratif qui récompense sans aucun doute ses efforts pour rendre l'administration irlandaise plus efficace. En effet, Ware est l'un des rares représentants du gouvernement de la Nouvelle-Angleterre à gagner le respect de Wentworth. Effectivement, il reçoit la plus haute distinction en septembre 1640 lorsqu'il est nommé au Conseil privé d'Irlande. Il est également élu député du parlement irlandais de 1640-41, où il réussit à échapper à l'attention de parlementaires vengeurs qui veulent destituer les proches collaborateurs de Wentworth, dont John Bramhall, évêque de Derry, George Radcliffe, Lord Chancelier Richard Bolton (juriste) (en) et Gerard Lowther (juriste) (en), juge en chef des plaids communs irlandais.
L'évaluation de la conduite politique de Ware sous les gouvernements des Lords Justice Loftus et Cork (1629-1632) et de Wentworth (1632-1641) n'est pas nécessairement simple. Mais en fin de compte, il est royaliste au sens le plus vrai du terme en ce sens qu'il ne partage pas nécessairement les mêmes opinions politiques, ou du moins n'approuve pas le style de gouvernement de Wentworth (en particulier en ce qui concerne les réformes pour l'Église d'Irlande). Néanmoins, il est prêt à suivre des instructions si cela signifie bénéficier des intérêts du roi en Irlande.

## La crise des années 1640 et l'exil
Ware reste ferme à la cause royaliste pendant les guerres confédérées irlandaises, qui font partie du conflit connu sous le nom de guerres des Trois Royaumes, embrasant une grande partie de l'Irlande et de la Grande-Bretagne au cours des années 1640. Il est un fervent partisan de James Butler (1er duc d'Ormonde). En 1644, il est envoyé à Oxford pour conseiller Charles Ier sur les développements en Irlande. Pendant son temps libre, il étudie à la Bibliothèque Bodléienne et obtient un doctorat en droit civil de l'université d'Oxford en reconnaissance de ses travaux universitaires. À son retour en Irlande en janvier 1646, il est capturé par les forces parlementaires et emprisonné dans la tour de Londres jusqu'en octobre 1646. Après sa libération, il retourne à Dublin, seulement pour être utilisé comme prisonnier et otage lors de la reddition de la ville au colonel Michael Jones en juin 1647.
Ware est expulsé en 1649 en raison de ses sympathies royalistes et de la menace qu'il fait peser sur le régime de Cromwell en Irlande. Il quitte l'Irlande en avril 1649 et séjourne principalement dans le bastion protestant de Caen où l'influente épouse d'Ormonde, Elizabeth Butler, vit avec sa famille. En octobre 1650, Ware obtient une autorisation pour s'installer à Londres, grâce à l'intervention d'Ussher, à condition qu'il s'abstienne de faire de la politique. Il reste dans la capitale anglaise jusqu'en 1658 au moins, période au cours de laquelle il relance les recherches universitaires et noue des amitiés intimes avec de nombreux historiens et antiquaires anglais de premier plan tels que John Selden, William Dugdale et Roger Twysden.

## Restauration
La restauration de Charles II voit Ware reprendre son poste de vérificateur général qui lui a été retiré par le régime cromwellien. Il est réélu député représentant l'université de Dublin au parlement irlandais de 1661-1666 et continue à être un membre actif du conseil privé. Plus important encore, il est nommé l'un des commissaires pour la colonisation des terres irlandaises - un poste lucratif et une récompense pour sa loyauté indéfectible envers la Couronne et Ormond au cours des années 1640. Il reste en bons termes avec le duc, qui lui rend fréquemment visite pour des consultations à son domicile de Castle Street.

## Recherche savante, 1626-39

### Travaux ecclésiastiques
Le premier livre de Ware, publié en 1626, est Archiepiscoporum Cassiliensium & Tuamensium Vitae, une introduction impressionnante à la recherche historique qui retrace l'histoire de l'archevêque de Cashel et Tuam du XIIe siècle au XVIIe siècle. Il y joint un catalogue des abbayes cisterciennes d'Irlande fondées entre 1139 et 1260. Cela est suivi par De Praesulibus Lageniae en 1628 où l'analyse de Ware des évêques de Leinster comprend une analyse approfondie des prélats de Dublin, Kildare, Ferns, Leighlin et Ossory. Les catalogues épiscopaux sont une réalisation remarquable, non seulement parce qu'ils projettent une lumière importante sur la riche histoire de l'Irlande, mais aussi parce qu'il fusionne les manuscrits médiévaux irlandais et les archives de l'État pour produire un ouvrage fiable et détaillé. Parmi les sources notables qu'il consulte pour son travail sur les évêques de Leinster, citons les Annales d'Ulster, les Annales de Connacht, les Annales de John Clyn et le Livre rouge d'Ossory (pour n'en citer que quelques-unes) .

### Livres profanes
En 1633, il publie l'un de ses ouvrages les plus célèbres : L'Histoire de l'Irlande, rassemblée par trois auteurs savants . Cela comprend « l'Histoire de l'Irlande » d'Edmond Campion, la « Chronique de l'Irlande » de Meredith Hanmer et, notamment, le tract controversé d'Edmund Spenser, « A View of the State of Ireland ». Contrairement à ce que le titre prétend, Ware inclut également le court ouvrage du chroniqueur du XVe siècle, Henry Marlborough, dont la « Chronique d'Irlande » commence en 1285 et complète ainsi convenablement le travail de Hanmer qui se termine en 1284. Le travail reçoit une large attention de la part des historiens irlandais pour l'édition subtile de Ware des écrits politiques de Spenser ainsi que sa dédicace au Lord adjoint Wentworth. Ses tentatives pour atténuer le texte sont, comme il l'admet, une tentative de refléter les temps plus paisibles des années 1630,. Dans le même temps, il est difficile de voir l'inclusion de la « Vue » comme rien de plus qu'un reflet des ambitions politiques et coloniales du nouveau gouvernement sous Wentworth.
Le quatrième ouvrage de Ware est sans doute son meilleur à ce jour. De Scriptoribus Hiberniae, publié à Dublin en 1639, est un compte rendu exhaustif des écrivains irlandais du IVe siècle au XVIIe siècle. Il est divisé en deux livres : le premier examine les auteurs irlandais tandis que le second fournit des informations sur les écrivains « étrangers » commentant l'Irlande. Riche en sources, l'une des caractéristiques les plus frappantes est la capacité de Ware à interconnecter les manuscrits irlandais médiévaux avec les œuvres imprimées européennes.

## Retour aux études
Le premier livre suivant de Ware depuis les années 1630 est De Hibernia et Antiquitatibus eius Disquisitones, publié à Londres en 1654, et dans une deuxième édition en 1658. Cela est suivi en 1656 par Opuscula Sancto Patricio Adscripta.
L'année 1664 voit la publication de Venerabilis Bedae Epistolae Duae et Rerum Hibernicarum Annales ab Anno Domini 1485 ad Annum 1558 . L'année suivante, qui voit la publication de De Praesulibus Hiberniae Commentarius, il entame une brève mais fructueuse collaboration avec Dubhaltach MacFhirbhisigh. Il déclare plus tard qu' « il gardait toujours dans sa maison un Amanuensis irlandais pour interpréter et traduire la langue pour lui, et au moment de sa mort, Dubley Firbisse le servait dans ce bureau. »

## Famille, mort et héritage
Ware a dix enfants d'Elizabeth Newman, dont seulement deux lui ont survécu : James (1622-89), Roger (1624-42), Mary (1625-51), Rose (1627-49), Elizabeth (1629-49), John (1631-1650), Ann (1633-1650), Arthur (1637-1640), Robert (1639-1696) et Joseph (1643-1644).
Le fils aîné de Ware, James Ware, a une fille Mary (1651-1722) qui épouse Alexander Fraser et ensuite John St Leger, baron de la Cour de l'Échiquier (Irlande) : elle est décrite comme une femme d'une grande richesse et « discutable vertu. » Cela peut avoir été basé sur l'affaire de viol très médiatisée contre un M. James Shirley qui essaye de l'épouser alors qu'elle est mineure et contre son gré. Un décret de la Cour du Consistoire de Dublin prononce la dissolution du mariage. L'épisode est détaillé dans son intégralité et publié en deux brochures par Dudley Loftus en 1668 intitulés Case of Ware and Shirly et The Case of Mrs Mary Ware and James Shirly.
Le troisième enfant de James Ware, également nommé Mary, épouse Edward Crofton, 1er baronnet en 1647, il est le neveu de Thomas Crofton de Longford (un autre Thomas Crofton, de cette famille, tue Mac Fhirbhisigh en janvier 1671).
Rose Ware épouse Richard Lambart, 2e comte de Cavan (mort en 1690). Il aurait été déclaré « (un fou)... privé de sa raison par une profonde mélancolie dont il avait été saisi auparavant, d'un sentiment des blessures infligées par son jeune frère Oliver, qui par la volonté de son père a obtenu la succession de la famille. »
Robert Ware lutte contre des crises d'épilepsie dans sa jeunesse, mais montre un vif intérêt pour l'histoire et cherche à imiter son père. En conséquence, son père lui laisse ses précieux manuscrits dans son testament, grâce auxquels Robert va par la suite gagner en notoriété pour avoir ajouté des contrefaçons dans les pages blanches. L'impact est important. Utilisant le nom de son père pour promouvoir son propre statut, il enregistre « des conversations et des complots imaginaires, perturbant malheureusement l'histoire ecclésiastique irlandaise du XVIe siècle pendant plus de 300 ans ». Les insertions sectaires laissent une tache partielle sur la réputation de James Ware - dont les recherches se sont délibérément abstenues de faire des commentaires religieux très sensibles - et les contrefaçons n'ont été découvertes que deux cents ans plus tard lorsque Thomas E. Bridgett révèle des irrégularités dans les manuscrits de James Ware à la fin XIXe siècle.
Robert n'est pas le seul à déformer les recherches de James Ware à des fins politiques et religieuses. Walter Harris, qui épouse la petite-fille de Robert, utilise également le travail de Ware à des fins anti-catholiques,. Sa traduction des travaux de Ware en 1739 intitulée, The Whole Works of James Ware Concerning Ireland Revised and Improved, « visait à reprendre la discussion d'Ussher sur l'antiquité de l'Église d'Irlande en imposant au texte relativement inoffensif de Ware l'apparence d'une étude de la lignée protestante. Les altérations de Harris sont importantes. "Tout comme Robert a trompé ses lecteurs en affirmant que ses faux étaient authentiques parce qu'ils provenaient des manuscrits de son père, Harris a induit son auditoire en erreur en incluant des éléments qui n'avaient aucun lien avec les enquêtes de James." .
En 1686, Robert vend les manuscrits de son père à Henry Hyde (2e comte de Clarendon) qui les transmet ensuite à James Brydges, 1er duc de Chandos (1674-1744). Des tentatives répétées sont faites pour acheter les précieux manuscrits de Ware, notamment par l'archevêque William King de Dublin et le célèbre satiriste Jonathan Swift, doyen de la cathédrale Saint-Patrick de Dublin. Cependant, ils échouent. Bien que les manuscrits aient ensuite été vendus et dispersés, une grande partie de la collection de Ware a heureusement été conservée. À la suite d'une vente aux enchères de la bibliothèque de Chandos en 1747, plusieurs des manuscrits de Ware sont achetés par Richard Rawlinson qui les déposent ensuite à la Bodleian Library en 1755. Une autre grande collection est donnée au British Museum (maintenant British Library) en 1765 grâce à Jeremiah Milles, doyen d'Exeter, qui est l'exécuteur testamentaire de son cousin, le célèbre collectionneur de manuscrits et évêque d'Ossory, Richard Pococke.
Ware meurt le samedi 1er décembre 1666, à l'âge de soixante-douze ans. Il est enterré dans l'église St Werburgh de Dublin.

## Sources
- Bernadette Cunningham et Raymond Gillespie, 'James Ussher et ses manuscrits irlandais', Studia Hibernica, no. 33 (2004-2005), p. 81-99
- Mark Empey, histoire « sans valeur » ? Le réseau savant de Sir James Ware', History Ireland, 20:2 (2012), pp 20-3
- Mark Empey, « Un vrai crédit à l'Irlande et à Dublin » : les réalisations savantes de Sir James Ware" dans Kathleen Miller et Crawford Gribben (eds), Dublin : Renaissance city of Literature (Manchester, Manchester University Press, 2017), pp 119–38
- Mark Empey, « Creating a usable past : James and Robert Ware » dans Mark Empey, Alan Ford et Miriam Moffitt (eds), The Church of Ireland and its Past : History, Interpretation and Identity (Dublin, Four Courts Press, 2017), pages 36-56
- Alan Ford, James Ussher: Theology, History, and Politics in Early-modern Ireland and England (Oxford, Oxford University Press, 2007)
- Alan Ford, « La renaissance historique irlandaise et la formation de l'histoire protestante » dans Alan Ford et John McCafferty (eds), The Origins of Sectarianism in Early Modern Ireland (Cambridge, Cambridge University Press, 2005), pp 127-57
- Michael Herity, « Rathmulcah, Ware et MacFirbisigh », Ulster Journal of Archaeology, 33 (1970), pp 49-53
- Diarmaid MacCulloch, « Foxes, Firebrands, and Forgery : Robert Ware's Pollution of Reformation History », The Historical Journal, 54 : 2 (2011), pp 307-46
- Nollaig Ó Muraíle, The Celebrated Antiquary: Dubhaltach Mac Fhirbhisigh (c. 1600-1671), sa lignée, sa vie et son apprentissage (Maynooth, 1996).
- William O'Sullivan, 'A Finding list of Sir James Ware's manuscrits', Actes de la Royal Irish Academy, Section C 97:2 (1997), pp 69-99
- Graham Parry, The Trophies of Time: English Antiquarians of the Seventeenth Century (Oxford, Oxford University Press, 1995), pp 153-6
- Mark Williams, 'Lacking Ware, withal': trouver Sir James Ware parmi les nombreuses incarnations de ses histoires' dans Jason McElligott et Eve Patten (eds), The Perils of Print Culture : Histoire du livre, de l'impression et de l'édition en théorie et en pratique (Basingstoke, Palgrave Macmillan, 2014), pp 64-81
- Mark Williams, « History, the Interregnum and the Exiled Irish » dans Mark Williams et Stephen Paul Forest (eds), Constructing the Past: Writing Irish History, 1600-1800 (Woodbridge, Boydell Press, 2010), pp 27-48